# آ ماندونية
آ ماندونية (الاسم العلمي: Aa mandonii) هو نوع من النباتات يتبع جنس الآ من الفصيلة السحلبية.